# Râul Izvorul Alb, Lăpuș
Râul Izvorul Alb este un curs de apă în județul Maramureș. Este unul din cele două brațe care formează Râul Lăpuș.

## Hărți
- Harta județului Maramureș
- Harta muntii Gutâi  Arhivat în 4 martie 2016, la Wayback Machine.
- Harta zonei turistice Budești-Băiuț
- Harta munții Lăpuș [nefuncțională]